# علم أوروبا
علم أوروبا هو ذاته علم الاتحاد الأوروبي وكذلك علم مجلس أوروبا كما يستعمل للإشارة أيضاً إلى منطقة اليورو. تم تصميمه عام 1955، وهو مكون من 12 نجمة صفراء موضوعة بشكل دائرة على خلفية زرقاء. الأزرق يمثل الغرب، العدد 12 يمثل الكمال والوضع الدائري يرمز للوحدة. عدد النجوم ثابت لا يتغير بتغير عدد أعضاء الاتحاد.

## تاريخ العلم
يعود تاريخ العلم إلى عام 1955 وصممه أرسينيه هايتز وباول ليفي. في ذلك الوقت ظهر الاتحاد الأوروبي في شكل جمعية الفحم والفولاذ الأوروبية التي كان في عضويتها ستة أعضاء فقط. ولكن كان هناك هيئة منفصلة مع عدد أعضاء أكبر (المجلس الأوروبي) تم إنشاءها قبل عدة سنوات وكانت مشغولة بوضع حقوق الإنسان وتعزيز الثقافة الأوروبية.
المجلس الأوروبي كان مهتما ً بتبني رمز خاص به. وبعد نقاشات طويلة، تم تبني التصميم الحالي (دائرة الإثنى عشر نجما ً ذهبيا ً والخلفية الزرقاء). في العديد من الثقافات، يرمز الرقم إثنى عشر للكمال. كما أنه طبعا ً عدد أشهر السنة والعدد الظاهر على وجه الساعة. وتم اختيار الدائرة من بين باقي الأشكال كرمز للوحدة. لذا كانت ولادة علم الاتحاد الأوروبي تمثل فكرة الوحدة بين الأوروبيين.
ثم بعد ذلك شجع الاتحاد الأوروبي باقي المؤسسات الأوروبية لتبني ذات العلم وفي العام 1983, تبنى البرلمان الأوروبي العلم. وفي العام 1985 تم أخيرا ً تيني العلم من قبل كافة الرؤساء والحكومات كشعار رسمي للاتحاد الأوروبي.
جميع المؤسسات الاوروربية تستعمل هذا العلم منذ بداية العام 1986. العلم الأوروبي هو الرمز الوحيد للمفوضية الأوروبية (الذراع التنفيذي للإتحاد الأوروبي). باقي مؤسسات وهيئات الاتحاد الأوروبي تستعمل رمزها الخاص بالإضافة إلى العلم الأوروبي.

## التصميم
هو علم ازرق تتوسطه دائرة مكونة من 12 نجمة صفراء عددها ثابث لا يتغير بتغير عدد الدول الأعضاء.

## معرض الصور